# Carolinotettix palauensis
Carolinotettix palauensis är en insektsart som beskrevs av Kevan, D.K.M. och Joyce Winifred Vickery 1997. Carolinotettix palauensis ingår i släktet Carolinotettix och familjen torngräshoppor. Inga underarter finns listade i Catalogue of Life.